# 王慶豐
王慶豐（1933年5月7日—2024年10月25日），臺灣政治人物，曾任花蓮縣縣長。

## 生平
曾任總統府國策顧問、中國國民黨中央黨務顧問、花蓮縣議會第五、六、七屆議員、第八、九、十屆議長、臺灣省議會第九屆議員。1993年當選第12屆花蓮縣長，1997年成功連任。
其子王廷升為花蓮縣前任立法委員。

## 外部連結
- 花蓮縣全球資訊服務網－歷任縣長